# Stag (álbum de The Melvins)
Stag es un álbum de estudio de Melvins, lanzado en 1996 con la discográfica Atlantic Records.
La repetitiva introducción de sitar en el tema apertura del álbum es un claro exponente de que Stag no es parecido al material que Melvins venía registrado hasta ese momento. Tiene un énfasis muy fuerte y sonoro donde se nota que claramente la banda experimento los posibles estudios y efectos que finalmente se plasmaron de forma impresionante en el álbum. Es un sonido enorme, épico y muy variado, una clara muestra de para donde se inclinaba la banda en los últimos años.
Stag marca el final de Melvins con la importante compañía Atlantic Records, después de tres grandes discos llenos de pura expresión musical.

## Lista de canciones
| N.º | Título                | Escritor(es)                                      | Duración |  |
| 1.  | «The Bit»             | Letra: Osborne - Música: Crover                   | 4:45     |  |
| 2.  | «Hide»                | Letra/Music: Osborne                              | 0:50     |  |
| 3.  | «Bar-X-the Rocking M» | Letra: Osborne - Música: Crover, Deutrom, Osborne | 2:24     |  |
| 4.  | «Yacobs Lab»          | Música: Deutrom                                   | 1:17     |  |
| 5.  | «The Bloat»           | Letra/Música: Osborne                             | 3:41     |  |
| 6.  | «Tipping the Lion»    | Letra/Música: Osborne                             | 3:48     |  |
| 7.  | «Black Bock»          | Letra/Música: Osborne                             | 2:43     |  |
| 8.  | «Goggles»             | Música: Crover, Deutrom, Osborne                  | 6:30     |  |
| 9.  | «Soup»                | Música: Crover, Deutrom, Osborne                  | 2:39     |  |
| 10. | «Buck Owens»          | Letra/Música: Osborne                             | 3:11     |  |
| 11. | «Sterilized»          | Letra: Osborne - Música: Crover, Deutrom, Osborne | 3:30     |  |
| 12. | «Lacrimosa»           | Letra: Deutrom - Música: Crover, Deutrom, Osborne | 4:40     |  |
| 13. | «Skin Horse»          | Letra/Música: Osborne                             | 5:16     |  |
| 14. | «Captain Pungent»     | Letra/Música: Osborne                             | 2:21     |  |
| 15. | «Berthas»             | Letra/Música: Osborne                             | 1:25     |  |
| 16. | «Cottonmouth»         | Letra/Música: Crover                              | 1:56     |  |

## Personal
- The Melvins - intérprete, Producción
  - King Buzzo -  Guitarra, voz, toda la instrumentación en track 2, moog en track 9, bajo en track 11, batería en track 12.
  - Mark D - batería, toda la instrumentación en track 4, moog en track 9, guitarra baritona & piano en track 13, Guitar en tracks 1, 3, 5-7, 11-13.
  - Dale C - batería, Percusión, Sitar en track 1, Guitarra en tracks 1 & 11, bongos en track 7, moog en track 9 y toda la instrumentación del track 16.
- Dirty Walt - Trombón valvular en track 3.
- Mac Mann - órgano y piano en track 3.
- GGGarth - ingeniero de sonido, Productor, voz en track 7
- Dr. Beat - moog en track 9.
- Bill Bartell - Guitarra en track 11.
- Mackie Osborne - Illustración y diseño, batería en track 12.
- Joe Barresi - ingeniero de sonido, Productor.
- Alex Newport - ingeniero de sonido, Productor.
- Chris Kozlowski - ingeniero de sonido, Productor.
- Stephen Marcussen - Mastering.
- Ron Boustead - Mastering.
- David Lefkowitz - Administración & Fan club[4][5]